# Vuka (flod)
Vuka är ett vattendrag i Kroatien. Det ligger i den östra delen av landet, 240 km öster om huvudstaden Zagreb.